# Bethel Leslie
Pour les articles homonymes, voir Leslie.
(Jane) Bethel Leslie est une actrice et scénariste américaine, née le 3 août 1929 à New York (État de New York), ville où elle est morte le 28 novembre 1999.

## Biographie
Bethel Leslie entame sa carrière d'actrice au théâtre et joue notamment à Broadway dans treize pièces, la première (Snafu) représentée en 1944-1945. Citons également Years Ago de Ruth Gordon (1946-1947, avec Florence Eldridge et Fredric March), The Wisteria Trees, adaptation par Joshua Logan de La Cerisaie d'Anton Tchekhov (1950, avec Helen Hayes et Walter Abel), ou encore Inherit the Wind (en) de Jerome Lawrence (en) et Robert E. Lee (en) (1955-1957, avec Paul Muni et Ed Begley).
Sa dernière pièce à Broadway est Le Long Voyage vers la nuit d'Eugene O'Neill en 1986, aux côtés de Jack Lemmon, Peter Gallagher et Kevin Spacey.
Au cinéma, Bethel Leslie apparaît dans seulement neuf films américains, le premier étant The Rabbit Trap de Philip Leacock (1959, avec Ernest Borgnine et David Brian). Mentionnons aussi Le Combat du capitaine Newman de David Miller (1963, avec Gregory Peck et Tony Curtis), À corps perdu de Walter Grauman (1965, avec Suzanne Pleshette et Bradford Dillman), Traître sur commande de Martin Ritt (1970, avec Sean Connery et Richard Harris) et Ironweed d'Hector Babenco (son avant-dernier film, 1987, avec Jack Nicholson et Meryl Streep).
Son ultime film est Une bouteille à la mer de Luis Mandoki (avec Kevin Costner et Robin Wright), sorti en 1999, année où elle meurt d'un cancer.
À la télévision, elle joue dans neuf téléfilms entre 1965 et 1998, dont De sang-froid de Jonathan Kaplan (1996, avec Anthony Edwards et Eric Roberts). Et notons que la pièce précitée Le Long Voyage vers la nuit fait l'objet d'une version téléfilmée, avec la même distribution qu'à Broadway, diffusée en 1987.
De plus, elle contribue à cent-une séries de 1949 à 1987, dont Perry Mason (quatre épisodes, 1958-1974), La Grande Caravane (trois épisodes, 1960-1965), Mannix (deux épisodes, 1970-1973) et Kung Fu (un épisode, 1974).
En outre, toujours pour la télévision, Bethel Leslie est scénariste sur douze séries (1954-1982, dont Le Virginien en 1970 et Barnaby Jones en 1977) et un téléfilm (1979).

## Théâtre à Broadway (intégrale)
- 1944-1945 : Snafu de Louis Solomon et Harold Buchman, production et mise en scène de George Abbott : Kate Hereford
- 1946 : The Dancer de Milton Lewis et Julian Funt, musique de scène de Paul Bowles, mise en scène d'Everett Sloane : Madeline Krainine
- 1946-1947 : Years Ago de Ruth Gordon, mise en scène de Garson Kanin : Katherine Follett
- 1947 : How I Wonder de Donald Ogden Stewart, mise en scène de Garson Kanin et George Greenberg : Christina Stevenson
- 1948-1949 : Goodbye, My Fancy de Fay Kanin, mise en scène de Sam Wanamaker : Ginny Merrill
- 1950 : The Wisteria Trees, adaptation par Joshua Logan de La Cerisaie (The Cherry Orchard) d'Anton Tchekhov, coproduction et mise en scène de Joshua Logan, costumes de Lucinda Ballard : Antoinette
- 1951 : Mary Rose de J. M. Barrie : rôle-titre
- 1952 : The Brass Ring d'Irving Elman : Joan Westman
- 1952-1953 : The Time of the Cuckoo d'Arthur Laurents : June Yaeger (remplacement)
- 1955-1957 : Inherit the Wind de Jerome Lawrence et Robert E. Lee, production et mise en scène d'Herman Shumlin : Rachel Brown
- 1965 : Catch Me If You Can de Jack Weinstock et Willie Gilbert, mise en scène de Vincent J. Donehue : rôle non-spécifié
- 1969 : But, Seriously... de Julius J. Epstein, décors d'Oliver Smith : Carol London
- 1986 : Le Long Voyage vers la nuit (Long Day's Journey Into Night) d'Eugene O'Neill : Mary Cavan Tyrone

## Filmographie partielle

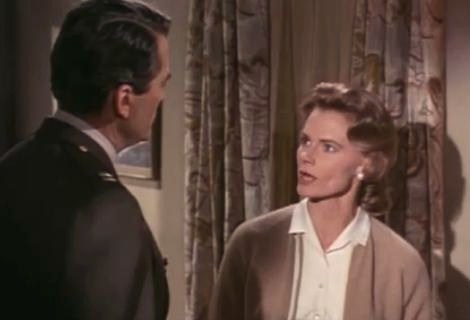
Avec Gregory Peck, dans Le Combat du capitaine Newman (1963)

### Comme actrice

#### Cinéma
- 1959 : The Rabbit Trap de Philip Leacock : Abby Colt
- 1963 : Le Combat du capitaine Newman (Captain Newman, M.D.) de David Miller : Mme Hélène Winston
- 1965 : À corps perdu (A Rage to Live) de Walter Grauman : Amy Hollister
- 1970 : Traître sur commande (The Molly Maguires) de Martin Ritt : Mme Kehoe
- 1987 : Ironweed d'Hector Babenco : la libraire
- 1999 : Une bouteille à la mer (Message in a Bottle) de Luis Mandoki : Marta Land

#### Télévision
Séries
- 1952 : Tales of Tomorrow, saison 1, épisodes 17 et 18 Twenty Thousand Leagues Under the Sea (Part I The Chase & Part II The Escape) de Don Medford : la fille
- 1958 : Mike Hammer  (Mickey Spillane's Mike Hammer), première série, saison 1, épisode 23 Look at the Old Man Go de Boris Sagal : Arlène Sandborg
- 1958 : Maverick, saison 2, épisode 9 The Thirty-Ninth Star de Richard L. Bare : Janet Kilmer
- 1958-1960 : Perry Mason, première série
  - Saison 1, épisode 22 The Case of the Fugitive Nurse (1958) de László Benedek : Janet Morris
  - Saison 2, épisode 9 The Case of the Purple Woman (1958) de Gerd Oswald : Evelyn Girard
  - Saison 3, épisode 13 The Case of the Wayward Wife (1960) de Walter Grauman : Mme Sylvia Sutton
- 1959 : Au nom de la loi (Wanted : Dead or Alive), saison 1, épisode 24 Campagne électorale (Secret Ballot) de Don McDougall : Carole Easter
- 1959 : Bat Masterson, saison 2, épisode 2 Wanted : Dead de William Conrad : Mildred Conrad
- 1960 : Les Aventuriers du Far West (Death Valley Days), saison 8, épisode 30 A Woman's Rights : rôle non-spécifié
- 1960 : Alfred Hitchcock présente (Alfred Hitchcock Presents), saison 6, épisode 11 The Man with Two Faces de Stuart Rosenberg : Mabel
- 1960 : Hong Kong, saison unique, épisode 12 The Dragon Cup : Kate Martin
- 1960-1962 : Route 66 (titre original)
  - Saison 1, épisode 9 Layout at Glen Canyon (1960) d'Elliot Silverstein : Jo
  - Saison 2, épisode 17 City of Wheels (1962) de David Lowell Rich : Lori Barton
- 1960-1965 : La Grande Caravane (Wagon Train)
  - Saison 3, épisode 25 The Joshua Gilliam Story (1960) de Virgil W. Vogel : Greta Halstadt
  - Saison 4, épisode 35 The Janet Hale Story (1961) de David Lowell Rich : Helen Martin
  - Saison 8, épisode 20 The Miss Mary Lee McIntosh Story (1965) de Virgil W. Vogel : Mary Lee McIntosh
- 1961 : L'Homme à la carabine (The Rifleman), saison 3, épisode 21 Stopover de Budd Boetticher : Teresa « Tess » Miller
- 1961 : Aventures dans les îles (Adventures in Paradise), saison 2, épisode 17 Le Requin (Man Eater - Carol Legrange) de Felix E. Feist et épisode 35 Cauchemar au soleil (Nightmare in the Sun - Barbara Lyons)
- 1961 : C'est arrivé à Sunrise (Bus Stop), saison unique, épisode 1 Afternoon of a Cowboy de Stuart Rosenberg : « Flo »
- 1961 : Ombres sur le soleil (Follow the Sun), saison unique, épisode 5 The Woman Who Never Was : Ruth / Marie
- 1961-1962 : Échec et mat (Checkmate)
  - Saison 1, épisode 22 Phantom Lover (1961) d'Herschel Daugherty : Bess Sironde
  - Saison 2, épisode 28 Referendum on Murder (1962) de Lewis Allen : Cynthia Jordan
- 1962 : Rawhide, saison 4, épisode 13 Le Recensement (The Long Count) de Jesse Hibbs : Martha Hastings
- 1962 : Bonanza, saison 3, épisode 22 The Jackknife de William Witney : Ann Grant
- 1962-1964 : Gunsmoke ou Police des plaines (Gunsmoke ou Marshal Dillon)
  - Saison 7, épisode 29 The Summons (1962) d'Andrew V. McLaglen : Rose Ellen
  - Saison 10, épisode 12 Innocence (1964) : Elsa Poe
- 1963-1969 : Le Virginien (The Virginian)
  - Saison 1, épisode 23 The Money Cage (1963) d'Alan Crosland Jr. : Lydia Turner
  - Saison 8, épisode 13 A Woman of Stone (1969) d'Abner Biberman : Mme Cloud / Catherine Cantrell
- 1964 : Le Fugitif (The Fugitive), saison 1, épisode 29 Storm Center de William A. Graham : Marcie King
- 1964 : Daniel Boone, saison 1, épisode 4 The Family Fluellen : Zerelda Fluellen
- 1965 : Les Accusés (The Defenders), saison 4, épisode 22 The Merry-Go-Round Mender de Paul Bogart : Emily Yager
- 1968-1970 : Les Règles du jeu (The Name of the Game)
  - Saison 1, épisode 11 The White Birch (1968) de Lamont Johnson : Mlle Haggblad
  - Saison 2, épisode 19 Tarot (1970) : Celia
- 1969 : Les Mystères de l'Ouest (The Wild Wild West), saison 4, épisode 17 La Nuit du trésor (The Night of the Sabatini Death) : Mélanie Nolan
- 1969 : Le Grand Chaparral (The High Chaparral), saison 2, épisode 24 No Bugles, No Drums de William F. Claxton : Mme Annie Simmons
- 1970-1973 : Mannix
  - Saison 3, épisode 25 Tragique samedi (Once Upon a Saturday, 1970) : Beverly Miller
  - saison 7, épisode 10 Les Auroras (Search in the Dark, 1973) d'Arnold Laven : Loïs Graham
- 1974 : The New Perry Mason, saison unique, épisode 14 The Case of the Tortured Titan de Michael O'Herlihy : Elinor Furley
- 1974 : Kung Fu, saison 2, épisode 19 Le Grand Amour de Chen Yi (The Passion of Chen Yi) de John Llewellyn Moxey : Rita Coblenz
- 1987 : Equalizer, saison 2, épisode 18 Un abri (A Place to Stay) : Une femme dans la rue
- 1991 : La Force du destin (All My Children), feuilleton, épisodes indéterminés : Claudia Conner
- 1994 : On ne vit qu'une fois (One Life to Live), soap opera, épisodes indéterminés : Ethel Crawford

Téléfilms
- 1965 : The Ambassadors de James Cellan Jones : Maria Gostrey
- 1971 : Dr. Cook's Garden de Ted Post : Essie Bullitt
- 1975 : The Last Survivors de Lee H. Katzin : Inez Haynes
- 1978 : The Gift of Love de Don Chaffey : Agnès
- 1987 : Le Long Voyage vers la nuit (Long Day's Journey Into Night) de Jonathan Miller : Mary Cavan Tyrone
- 1995 : Kansas de Robert Mandel : Mabel « Nana » Farley
- 1996 : Coup de sang de Jonathan Kaplan : Bess Hartmann

### Comme scénariste
(séries, sauf mention contraire)
- 1970 : Le Virginien (The Virginian), saison 8, épisode 16 Nightmare de Robert Gist
- 1970 : Gunsmoke ou Police des plaines (Gunsmoke ou Marshal Dillon), saison 16, épisode 4 Sam McTavish, M.D. de Bernard McEveety
- 1974 : Un shérif à New York (McCloud), saison 5, épisode 2 The Gang That Stole Manhattan (histoire)
- 1977 : Barnaby Jones, saison 5, épisode 11 Sister of Death
- 1979 : A Christmas for Boomer, téléfilm de William Asher
- 1982 : Falcon Crest, saison 1, épisode 10 Victims d'Harvey S. Laidman